# Glauconycteris machadoi
Glauconycteris machadoi is een zoogdier uit de familie van de gladneuzen (Vespertilionidae). De wetenschappelijke naam van de soort werd voor het eerst geldig gepubliceerd door Hayman in 1963.

## Voorkomen
De soort komt voor in Angola.